# David Lowe

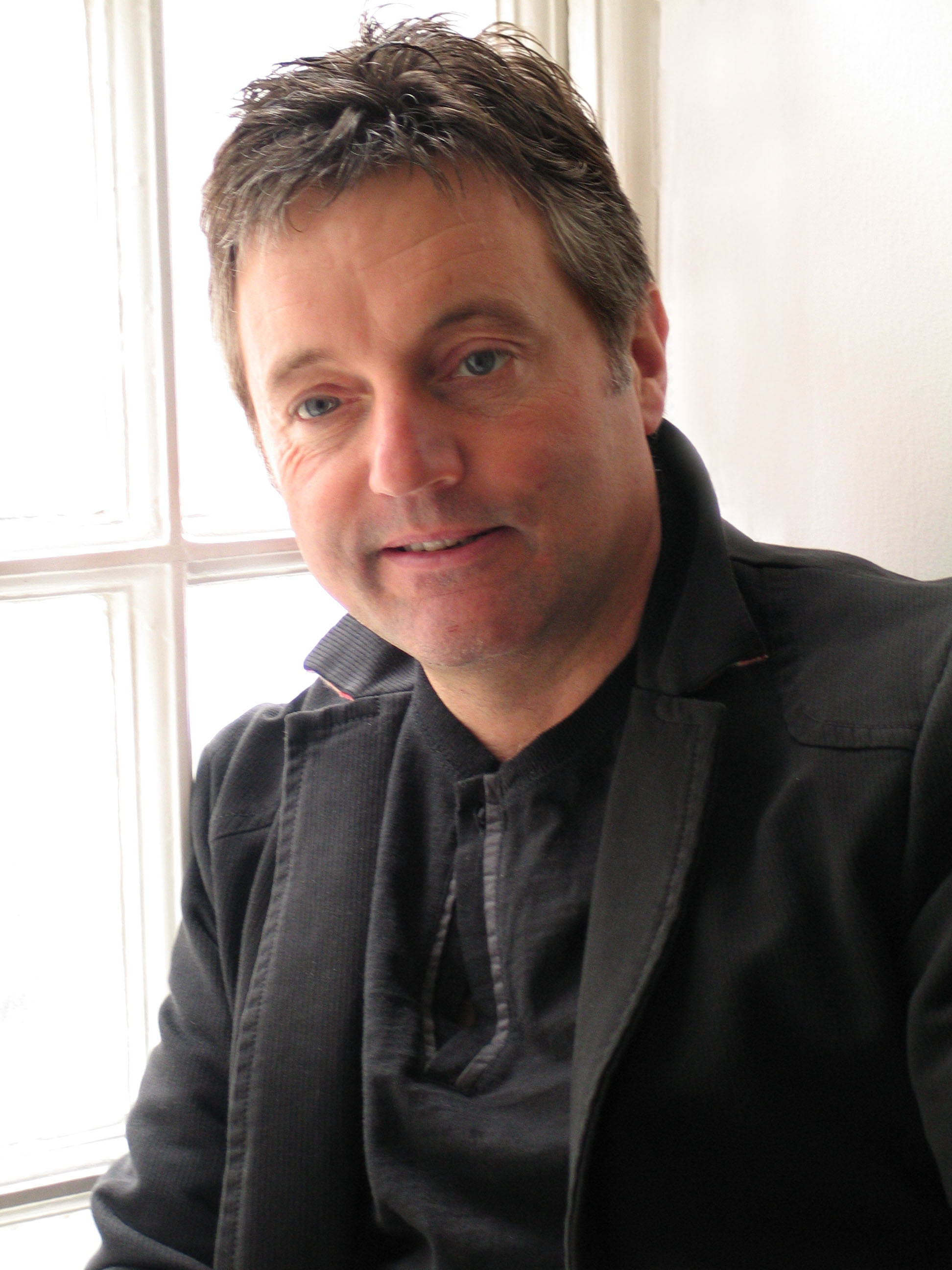
David Lowe

David Lowe (Sutton Coldfield, 11 april 1959) is een Brits componist. Hij maakt vooral muziek voor televisieprogramma's. 
Lowe is bekend van de tunes van de BBC, waaronder BBC World News, BBC News 24, BBC One en de tune die sinds september 2007 elk uur op de BBC World Service te horen is. Ook maakte hij de tunes voor het programma 5th Gear.
Hij is tevens het muzikale brein achter de popgroep Touch And Go, die in 1998 een wereldhit scoorde met Would You...?